# 富県村
富県村（とみがたむら）は長野県上伊那郡にあった村。現在の伊那市富県にあたる。

## 地理
- 山：高烏谷山
- 河川：三峰川

## 歴史
- 1875年（明治8年）1月27日 - 筑摩県伊那郡貝沼村・福地村・新山村が合併して富県村となる。
- 1876年（明治9年）8月21日 - 長野県の所属となる。
- 1879年（明治12年）1月4日 - 郡区町村編制法の施行により上伊那郡の所属となる。
- 1889年（明治22年）4月1日 - 町村制の施行により、富県村が単独で自治体を形成。
- 1954年（昭和29年）4月1日 - 伊那町・美篶村・手良村・東春近村・西箕輪村と合併して伊那市が発足。同日富県村廃止。